# Robert Todd Carroll
Robert Todd Carroll (Joliet, 18 de maio de 1945 – Davis, 25 de agosto de 2016) foi um escritor e acadêmico estadunidense. Autor de vários livros e ensaios sobre ceticismo científico, dentre eles o The Skeptic's Dictionary, que recebe mais de 400 mil visitas por mês.

## Infância e educação
Carroll obteve seu Doutorado em filosofia em 1974 na Universidade da Califórnia, em San Diego, escrevendo sua tese de doutorado, publicada em 1975, sobre a filosofia religiosa de Edward Stillingfleet.

## Carreira
Até sua aposentadoria em 2007, Carroll exercia o cargo de professor de filosofia no Sacramento City College.[carece de fontes?]
Antigo defensor do ceticismo científico e do pensamento crítico, em 1994 Carroll desenvolveu o site The Skeptic's Dictionary (Dicionário do Cético, na versão em português). Inicialmente, o site tinha apenas 50 artigos, a maioria deles sobre falácias lógicas e pseudociência. Atualmente, o site tem centenas de artigos, alguns dos quais tratam de questões relacionadas com a paranormalidade e o sobrenatural. A página atrai mais de um milhão de visitantes por mês e as entradas do dicionário foram traduzidas para mais de uma dezena de línguas.[carece de fontes?]
Os pontos de vista de Carroll têm resultado em inúmeras entrevistas pela mídia e jornais locais, como o Davis Enterprise e grupos de promoção do ceticismo científico, como o New England Skeptical Society e  Media Man Australia.
Em janeiro de 2010 Carroll foi eleito membro do Comitê para a Investigação Cética.
É visto por alguns comentaristas na comunidade científica alternativa como um pseudo-cético por seu dogmatismo alegado e atitude escárnia.
Morreu em 25 de agosto de 2016, dois anos após o diagnóstico de um tumor neuroendócrino de pâncreas.